# 2,5-dimetilfurano
Il 2,5-dimetilfurano o 2,5-DMF (o anche solo DMF) è un composto chimico che deriva dalla decomposizione degli zuccheri. Viene considerato un'alternativa al bioetanolo. L'isomero 2,3-DMF (numero CAS 14920-89-9), è stato ottenuto tramite un catalizzatore di rame dall'idrossimetilfurfurale, facilmente ottenibile dal fruttosio, a sua volta derivabile dalla fermentazione della cellulosa e dagli scarti vegetali.
Si ritrova tra i costituenti volatili del caffè tostato e si comporta come scavenger (rimozione) verso il radicale idrossile.
Con lo stesso acronimo (DMF) viene anche abbreviato il nome della dimetilformammide.

## Produzione
Il fruttosio può essere convertito in 2,5-dimetilfurano in un processo catalitico da biomassa a liquido. La conversione del fruttosio in DMF procede tramite idrossimetilfurfurale.

## Potenziale biocarburante
DMF ha molte caratteristiche che lo rendono un ottimo biocarburante. Ha una densità energetica maggiore del 40% rispetto a quella dell'etanolo, rendendolo paragonabile alla benzina. È anche chimicamente stabile e, essendo insolubile in acqua, non assorbe l'umidità dall'atmosfera. Anche l'evaporazione del dimetilfurano durante il processo di produzione richiede circa un terzo in meno di energia rispetto all'evaporazione dell'etanolo, sebbene abbia un punto di ebollizione di 14 °C in più, ovvero a 92 °C, rispetto ai 78 °C per l'etanolo.
La capacità di produrre in modo efficiente e rapido dimetilfurano dal fruttosio, presente nella frutta e in alcuni ortaggi a radice, o dal glucosio, che può essere derivato dall'amido e dalla cellulosa, tutti ampiamente disponibili in natura, aumenta l'attenzione verso il dimetilfurano, sebbene i problemi di sicurezza debbano essere ancora esaminati. Il bioetanolo e il biodiesel sono attualmente i principali biocarburanti liquidi.
Il rapporto stechiometrico aria/carburante del dimetilfurano è 10,72, rispetto all'etanolo a 8,95 e alla benzina a 14,56.  Ciò significa che la combustione del dimetilfurano richiede circa il 33% in meno di aria rispetto alla stessa quantità di benzina, ma circa il 20% in più di aria rispetto alla stessa quantità di etanolo.
Il potere calorifico del dimetilfurano liquido è di 33,7 MJ/kg, rispetto a 26,9 MJ/kg per l'etanolo e 43,2 MJ/kg per la benzina.  Il numero di ottano di ricerca (RON) del dimetilfurano è 119.  Il calore latente di vaporizzazione a 20 °C è 31,91 kJ/mol.  Recenti test in un motore a benzina monocilindrico hanno riscontrato che l'efficienza termica della combustione del dimetilfurano è simile a quella della benzina.

## Altri usi
2,5-dimetilfurano funge da scavenger per l'ossigeno singoletto, una proprietà che è stata sfruttata per la determinazione dell'ossigeno singoletto nelle acque naturali. Il meccanismo comporta una reazione di Diels-Alder seguita da idrolisi, che alla fine porta a diacetiletilene e perossido di idrogeno come prodotti. Più recentemente, l'alcool furfurilico è stato usato per lo stesso scopo.
Il 2,5-dimetilfurano è stato anche proposto come standard interno per la spettroscopia NMR. Il 2,5-dimetilfurano ha singoletti nel suo spettro 1H NMR a δ 2,2 e 5,8; i singoletti offrono integrazioni affidabili, mentre le posizioni dei picchi non interferiscono con molti analiti. Il composto ha anche un adeguato punto di ebollizione di 92 °C che impedisce perdite per evaporazione, ma è comunque facilmente rimovibile.

## Ruolo nella chimica degli alimenti
Il 2,5-dimetilfurano si forma nella degradazione termica di alcuni zuccheri ed è stato identificato in tracce come un componente di zuccheri caramellati.

## Tossicologia
Il 2,5-dimetilfurano svolge un ruolo nel meccanismo per la neurotossicità dell'esano nell'uomo. Insieme con l'esano-2,5-dione e il 4,5-diidrossi-2-esanone, è uno dei principali metaboliti dell'esano.
Il 2,5-dimetilfurano è stato identificato come uno dei componenti del fumo di sigaro con bassa tossicità ciliare (capacità di influenzare negativamente le ciglia nel tratto respiratorio che sono responsabili della rimozione di particelle estranee). La sua concentrazione ematica può essere utilizzata come biomarcatore per il fumo.
Il confronto delle schede di dati di sicurezza mostra che la manipolazione umana del 2,5-dimetilfurano è pericolosa quasi quanto quella della benzina.